# Cipaeh
Cipaeh is een bestuurslaag in het regentschap Tangerang van de provincie Banten, Indonesië. Cipaeh telt 4168 inwoners (volkstelling 2010).